# Криминальная сексология
Криминальная сексология или судебная сексология — комплексное научно-практическое направление, рассматривающее судебно-медицинские, судебно-психиатрические, уголовно-правовые, криминалистические и криминологические аспекты противодействия половым преступлениям и профилактики.

## История
Выделение криминальной сексологии как самостоятельного научного направления произошло относительно недавно — в конце XX века. Тем не менее, вопросы половых преступлений и противодействия стали объектом научных исследований ещё в XIX веке.
Так, в 1878 году В. О. Мержеевский опубликовал междисциплинарное пособие для врачей и юристов «Судебная гинекология», до Октябрьской революции соответствующей тематикой занимались такие специалисты, как Э. Ф. Беллин (выпустил атлас «Судебная медицина растления»), В. М. Тарновский, И. Л. Каспер, Ю. Краттер и Э. Гофман, И. И. Нейдинг.
Во второй половине XX века эта проблема также вызывала интерес у судебных медиков, было опубликовано достаточно большое число исследований, посвящённых судебной гинекологии и вопросам борьбы с половыми преступлениями.
В настоящий момент эта область знаний нуждается в дальнейшей разработке, многие её проблемы, такие как особенности полового созревания и поведения в современном общества, личность преступников, совершающих сексуальное насилие, и их жертв, криминологическая и социальная характеристика сексуального насилия, отдельных отклоняющихся от социальной нормы форм полового поведения, остаются недостаточно исследованными.

## Предмет исследования
Предметом исследования криминальной сексологии являются:
- Отличия и характерные черты полового поведения людей, принадлежащих к различным общественным группам и субкультурам.
- Нормативное и отклоняющееся сексуальное поведение, психологические и социальные особенности сексуальных девиантов.
- Особенности нормативно-правовой оценки многообразия форм полового поведения в различных юрисдикциях.
- Судебно-медицинские характеристики (функциональные изменения и выявляемые при медицинском освидетельствовании признаки, особенности выявления, фиксации и использования вещественных доказательств), присущие сексуальному насилию и иным половым преступлениям, сексуальным девиациям и половым извращениям.
- Особенности криминалистической тактики, производства оперативно-розыскных мероприятий, следственных и судебных действий, судебных экспертиз по делам о половых преступлениях.

## Задачи
Задачами криминальной сексологии на современном этапе являются:
- Установление характерных свойств и особенностей полового поведения в современном обществе, в том числе среди наиболее криминально активной молодёжной группы, уровня распространённости половых девиаций и сексуального насилия, личностных особенностей жертв сексуального насилия и преступников, лиц с «нормативной» сексуальностью и девиантов.
- Составление криминологической характеристики половых преступлений.
- Анализ проводившихся по делам о половых преступлениях экспертных исследований с целью выработки рекомендаций по повышению эффективности взаимодействия специалистов разных профилей (психологов, психиатров, судебных медиков, сотрудников правоохранительных органов), занимающихся борьбой с половыми преступлениями и оказанием помощи их жертвам.
- Составление плана мероприятий, направленных на профилактику сексуального насилия, повышение эффективности работы правоохранительных органов по выявлению и расследованию дел о половых преступлениях, защиту сексуальных прав граждан.